# Diffusion (Bildverarbeitung)
Diffusion wird in der Bildverarbeitung angewendet, um den sogenannten Scale Space (Skalenraum) zu erzeugen. Im Scale Space ist die Glättung eines Bildes abhängig von einem frei einstellbaren Skalenparameter. Je größer der Skalenparameter, desto stärker ist die Glättung und desto stärker sind kleine Strukturen im Bild unterdrückt. Die folgende Abbildung veranschaulicht das Prinzip an einem 1D-Bild (Zeilenbild).
Hier werden die Diffusionsgleichungen benutzt, um einen Diffusionsvorgang der Grauwerte im Bild zu simulieren. Die Skalenvariable ξ korrespondiert mit der Zeit t. Es zeigt sich, dass die (lineare, isotrope) Diffusion einer Faltung mit einem Gauß-Filter entspricht. Dies betont noch die Glättungseigenschaft der Diffusion.
Die Diffusion kann also benutzt werden, um Bildstörungen zu unterdrücken oder bestimmte Bildstrukturen hervorzuheben (indem kleinere Strukturen weggeglättet werden).
Eine kantenerhaltende Diffusionsfilterung kann durch anisotrope Diffusion geschehen. Hierbei ist die Diffusion an den Kanten der Strukturen abhängig von der Richtung der Gradienten. Dies setzt ein Kantenmodell voraus, was zufolge hat, dass Kanten, die nicht dem Modell folgen, dennoch durch die Glättung verschwinden. Für das Verfahren ist es also sinnvoll, Modellwissen in das Kantenmodell einzubringen.